# めだSCORE
『めだSCORE』（めだスコア）とは、津山ちなみと森ゆきえによる合作の4コマ漫画作品である。作品名には、森ゆきえの作品の1つの『めだかの学校』に、津山ちなみの作品の1つの『HIGH SCORE』が接続されている。この名称が示すように、本作には両作のキャラクターが登場し、作中での掛け合いが見られる。

## 概要
本作は『りぼんおたのしみ増刊号』に散発的に掲載された。その後『めだかの学校』の2巻から4巻に収載された。
津山ちなみと森ゆきえの合作である本作は、郵送などの方法で

、漫画原稿を相互に送付して交換しつつ、制作された

。
ただし、3回目の『めだSCORE』が制作された時まで、津山ちなみと森ゆきえは、直接会った事が無く、3回目の合作を終えた後に初めて対面したという

。
このように制作された本作では『HIGH SCORE』と『めだかの学校』の登場キャラクターの掛け合いが見られる。例えば『HIGH SCORE』の主要キャラクターである藤原めぐみと『めだかの学校』の主要キャラクターである田中先生との掛け合いを、作者の1人の森ゆきえは「田中先生とめぐみの対決」と表現し、本作の名物と述べた

。
また、キャラクターの競演だけではなく、アイディアにも合作の範囲は及んだ。例えば、スキーの際に、田中先生がボディーボード4枚を四肢に装着して滑る案を津山がFAXで森に送った結果、さらに異様な「完全体」を森が提案し、作品内で使用された。なお、合作であるため、作中には絵柄が異なるキャラクターが登場する。

## あらすじ
田中先生と多摩先生は、かつて同級生であった。そんな2人が久しぶりに再会した。それ以後、イベントを合同で行うようにした。おかしな人達同士の出会いは、さらに奇妙な事態を引き起こしていった。この事態に、比較的マトモな、江野めだかは神経をすり減らす。藤原めぐみは田中先生を嫌っており、さらに田中先生は、めぐみだけでなく多くの登場人物に避けられている。

## 掲載号
- 『りぼん』 1999年夏休みおたのしみ増刊号
- 『りぼん』 2000年夏休みおたのしみ増刊号
- 『りぼん』 2000年冬休みおたのしみ増刊号
- 『りぼん』 2001年冬休みおたのしみ増刊号

## 関連作品
『りぼんオリジナル』の1998年6月号に『HIGH SCORE V.S. めだかの学校 4コマギャグ合戦!!』が掲載された。